# Полјани
Полјани (грч. Πολυκάρπη, Поликарпи) је насељено место у општини Меглен у периферији Средишња Македонија, Грчка. Према попису из 2021. године било је 868 становника.
Према бугарском географу и историчару, Василу Канчову, у Полјану је 1900. године живело 1.100 Словена муслимана и 150 Словена хришћана. Већи део мештана је током 18. века због притиска и веће сигурности за живот прешао на ислам. Године 1924. муслиманско становништво је принудно исељено у Турску а на њихово место су насељене караманлијске избегличке породице из Турске, укупно 953 особа. На попису из 1940. године Полјани су имали 1.553 становника, од чега 120 Словена а остали су Караманлије.